# Henrik Jönsson (entreprenör)
Henrik Olov Rickard Jönsson, född 27 februari 1975 i Sankt Petri församling i Malmö, är en svensk entreprenör och borgerlig samhällsdebattör. Han har beskrivit sig själv som libertarian.

## Biografi
Jönsson utbildade sig 1997–2000 inom media och kommunikation samt studerade teologi vid Lunds universitet. Därefter startade han företag inom 3D-animering och arbetade åren 2002–2009 för bolaget Atomic Arts i London med produktion av illustrationer och visuella effekter. Under denna period medverkade han i produktionen av flera filmer och tv-serier, bland annat Abraham Lincoln: Vampire Hunter och Apornas planet: (r)evolution.
År 2009 var Jönsson med och startade företaget Divine Robot, där han bland annat utvecklat Virtual-Reality-simuleringar samt designat och producerat spel för Apples iOS-plattform.
Henrik Jönsson återvände till Sverige år 2011, där han blev medgrundare av bolaget RestaurangOnline med webbtjänsten Hungrig.se. Mattjänsten Hungrig.se blev 2017 vinnare i Skåne av priset DI Gasell, som delas ut av Dagens industri, och såldes i maj 2019 till bolaget Delivery Hero. Delivery Hero konsoliderade sedan verksamheten inom Hungrig.se och Onlinepizza som en del av sitt eget varumärke Foodora.
Under åren 2012–2015 drev han företaget Divine Robot Limited i London.
Sedan 2016 har han deltagit i den svenska samhällsdebatten i frågor som bedrägerier, det kriminella våldet i Malmö, sjukskatten, hur ny teknik påverkar val och medier med mera samt via sin Youtubekanal Henrik Jönsson, med 158 000 prenumeranter (2025), där han producerar kortare informations- och åsiktsfilmer och direktsända längre studiointervjuer med gäster.
Hösten 2019 startade han Veckans Facit!, ett politiskt satirprogram i samarbete med Svenska Dagbladet.
Hösten 2023 lanserade Jönsson en pratshow med namnet 100% som kunde ses på YouTube. I premiärprogrammet var statsminister Ulf Kristersson huvudgäst. Han turnerade även samma höst med den självbiografiska scenshowen Frihet på Liv och Död - En marknadsliberal musikal. Manus var skrivet av Kristoffer Svensson. Henrik Jönsson spelade sig själv, medan övriga roller spelades av Linnea Pihl och Cornelius Löfmark.
I januari 2024 var Henrik Jönsson en av dem som ersatte Alice Teodorescu Måwe i SVT-programmet Teodorescu & Suhonen sedan hon kandiderat för Kristdemokraterna inför valet till Europaparlamentet 2024. I februari 2024 riktade socialdemokraternas partiledare Magdalena Andersson kritik mot Henrik Jönsson i en DN-artikel om rysk desinformation och luftade funderingar över hur Jönssons aktiviteter finansieras. Anderssons inlägg rönte mycket uppmärksamhet och kritik.
I december 2024 granskades hans opinionsbildning i SVTs intervjuprogram 30 minuter. Det skedde bland annat med utgångspunkt från ett klipp med SVT-medarbetaren Erika Bjerström, där han kritiserat SVTs påstådda ställningstagande i presidentvalet 2024. Han medgav senare att det var "ett olyckligt val av klipp" och tog bort det från sin kanal.

## Inflytande
Maktbarometern publiceras årligen av Medieakademin och mäter inflytande bland svenskar i sociala medier. 2021 rankade Jönssons kanal som den 41:e mäktigaste på Youtube. Året därpå klättrade han en placering och sedan 2023 tillhör hans kanal de 30 mäktigaste. Samma år, 2023, kvalade han också in bland sociala mediers hundra mäktigaste.
|      | Mäktigast på Youtube | Årets makthavare |
| ---- | -------------------- | ---------------- |
| 2021 | 41                   | 143              |
| 2022 | 40                   | -                |
| 2023 | 26                   | 98               |
| 2024 | 20                   | -                |

## Utmärkelser
- 2016 – Dagens industri – Årets Gasellvinnare i Skåne för mattjänsten Hungrig.se.[10]
- 2019 – Medborgarrättspriset – för sin roll som samhällsdebattör.[38]